# Tchamba

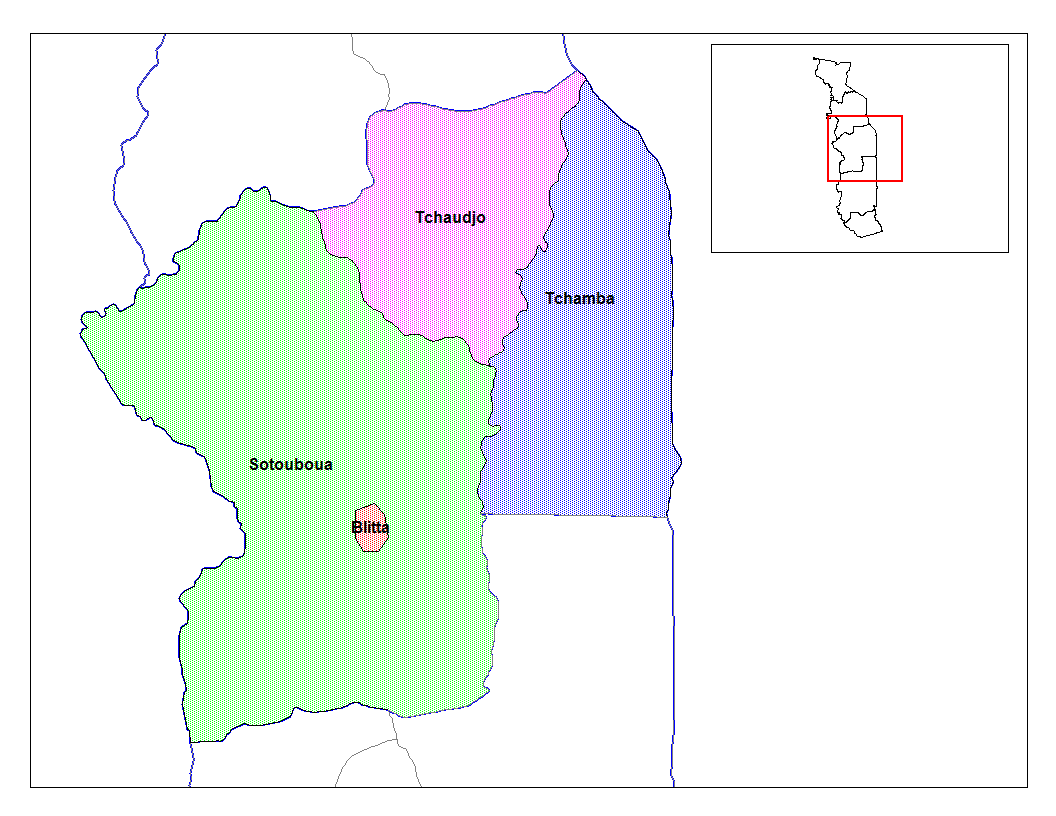
Prefeituras da Região Central

Tchamba é uma prefeitura localizada na Região Central do Togo. 